# Escrita Pau Cin Hau
As escritas Pau Cin Hau são duas, uma logográfica e uma alfabética criadas por Pau Cin Hau, um líder religioso Tedim de Chin, Myanmar. A escrita logográfica consiste em 1050 caracteres, um número tradicionalmente significativo com base no número de caracteres que aparecem em um texto religioso. A escrita alfabética é simplificada em 57 caracteres, sendo 21 consoantes, 7 vogais, 9 consoantes finais e 20 marcas de tom, extensão e glotalização. A forma original foi produzida em 1902, mas acredita-se que tenha sofrido pelo menos duas revisões, das quais a primeira revisão produziu a escrita logográfica.
A escrita logoráfica não foi codificada, mas a alfabética foi codificada no Unicode 7.0.
Os caracteres do escrita parecem se assemelhar a caracteres do alfabeto latino e do birmanès de uma forma semelhante à relação entre Pahawh Hmong com as escritas laociana e latina. Essas são semelhantes glificamente, mas codificam diferentes valores fonológicos.
O escrita foi criada para a língua tedim (também a  Língua paite), mas é capaz de transcrever outras línguas Chin (Kikish), pois há letras adicionais e marcas de tom para representar sons presentes em outras línguas Jin, mas não presentes em Tedim.
O escrita é conhecido nativamente como "Pau Cin Hau lai" (escrita "Pau Cin Hau), ou "tual lai" ("escrita local"), onde "lai" também significa "escrita" em  Tedim (Paite)
O escrita também teve uso limitado para literatura cristã na região, como é evidenciado por alguns documentos batistas produzidos em 1931-32 na Birmânia.

## Unicode
O alfabeto Pau Cin Hau foi adicionado ao padrão Unicode em junho de 2014 com o lançamento da versão 7.0.
O bloco Unicode para o alfabeto Pau Cin Hau é U+11AC0–U+11AFF: